# Xavier Harry
Pour les articles homonymes, voir Harry.
Xavier Valentin Harry, né le 14 février 1979 à Fontenay-sous-Bois, est un pianiste, compositeur, professeur et producteur français. Il est d'ascendance guyanaise.
Il a étudié la musique classique, les musiques créoles et le jazz. 

## Biographie

### Les débuts
Xavier Harry s’initie en autodidacte au piano à l’âge de 17 ans (1996). Il donne son 1er concert de jazz seulement 3 mois après ses débuts lors de la fête du lycée Pablo Picasso à la salle Jacques Brel de Fontenay-sous-bois. En 1999, Xavier Harry intègre une troupe de jeunes musiciens amateurs dits les « Jeunes Talents » dirigée par le professeur de piano Philippe Otema. C’est avec cette troupe que Xavier Harry réalise plusieurs concerts dans des salles de spectacle ou églises de la région parisienne et de la Lozère. Il y présente ses 1ères interprétations classiques (Suites Françaises de Bach, Sonate en ut majeur de Mozart, Sonate n°14 opus 27 de Beethoven, Variations Goldberg de Bach…) et aussi ses 1ères compositions en piano solo (Désillusions…).

### Formation pianistique
En 1999, Xavier Harry obtient son DUT de « Techniques de Commercialisation » à l’IUT de Meaux. Par la suite, il crée son emploi jeune au sein de l’association fontenaisienne TCAP. Il y exerce la fonction de « coordinateur »  de 2000 à 2004. C’est également au cours de cette période qu’il est pianiste accompagnateur à l'Église Saint-Jean-XXIII de Fontenay-sous-Bois. En 2001, Xavier Harry est admis aux cours de l'École normale de musique de Paris. Après mûres réflexions, il décide de ne pas s’y inscrire pour suivre des cours privés de Jazz avec le pianiste de jazz Bruno Barbier (janvier 2002 – juin 2002). Ensuite, il fera une rencontre déterminante avec Antoine Hervé (compositeur, pianiste de jazz et directeur de l’ONJ de 1987 à 1989) qui lui donnera des cours de piano pendant 6 années (septembre 2002 à juin 2008). Depuis 2010, Xavier Harry suit les enseignements du pianiste de jazz Jean-Pascal Moget.

### Les spectacles et la production
En 2002, Xavier Harry crée « Miroir » qui est un spectacle en hommage à la Guyane, la terre de ses origines. C’est à la suite d'un voyage en Guyane (20 ans après son premier voyage à l’âge de trois ans en 1982) que lui vient l’idée de créer ce spectacle mêlant compositions, poésie et projections d'images. C’est en 2004 qu’a lieu la création de ce spectacle à l’ENCRE de Cayenne. En 2005, Xavier Harry crée sa société de production « Harry Création SARL » basée à Paris. Un an après, son 1er album « Miroir » est dans les bacs. Le disque est enregistré en quartet (Xavier Harry – piano, Michel Harry – saxophones, Michele Tacchi – basse électrique & Raphaël Antheaume – batterie) et les poèmes sont lus par l’actrice guadeloupéenne Firmine Richard (« Romuald et Juliette » de Coline Serreau, « Huit Femmes » de François Ozon, « La première étoile » de Lucien Jean-Baptiste…). Le disque reçoit de bonnes critiques dans la presse. S’ensuivront plusieurs concerts notamment au Divan du Monde (Paris), à la Garden Party du Ministère de l’Outre-mer (Paris)…
De 2008 à 2010, Xavier Harry est en résidence mensuelle au « Baiser salé » club de jazz situé rue des Lombards à Paris. C’est au cours de cette période qu’il crée son second spectacle « Sensibilité » et son concept « Métisse Jazz » (musique caribéenne, pop & jazz). C’est en novembre 2010 que le disque « Sensibilité », produit par Harry Création, se trouve dans les bacs. Il est enregistré en quintet (Xavier Harry – piano, Rachelle Plas – harmonicas, Alain Richard – steeldrum/percussions, Gilles Sonnois – basses électriques & Emmanuel Demangeon – batterie). Ce disque rencontre un vif succès auprès du public. S’ensuivent plusieurs concerts à Paris (Sunset/Sunside, China, Chapelle des Lombards, Café Universel, Swan bar, Cave du 38 riv’…), dans toute la France (Nantes, Toulouse, St Mamet, Florac, Bourgoin Jallieu, Nice) et en Guyane (Cayenne, Matoury, Mana, Awala Yalimapo). C’est notamment au cours de cette tournée en Guyane (2013) qu’il crée un spectacle mêlant « sanpula kali'na» et jazz avec les amérindiens de l’association « Awayande ». 
2014 et 2015 sont les années où il se rend au Japon pour une série de concerts à Tokyo avec le groupe de Jazz Funk SSD et le violoniste Tomotaka Tajimi.
Sorti en février 2016, « Essence of » est le 3ème disque de l’artiste Xavier Harry enregistré en piano solo. « Essence of » est une suite de 6 mouvements mélancoliques qui représente la musique intime de ce talentueux compositeur. « Essence of » a été classé parmi les "10 disques de jazz à écouter très vite" selon les Inrocks et a reçu d'excellentes critiques de la part de Jazz Magazine.
En mai 2017, il partage l'affiche du festival "Pianiste des Caraïbes" de Neuilly sur Marne avec le trio du pianiste Mario Canonge (accompagné de Linley Marthe et Arnaud Dolmen).
Au mois de novembre 2018, Xavier Harry compose la musique du court-métrage "Pragmatique" du réalisateur Tony Bertrand. "Pragmatique" a reçu plusieurs prix dont la Mention Honorable au "London Worldwide Comedy Short Film Festival Spring 2019" et les Best Comedy, Best Screenplay, Best Lead Actor au "South Film and Arts Academy Festival 2019 du Chili".
Qualifié pour les finales du concours de piano internationale organisé par Piano House Inc. à New York (14-16 septembre 2019), Xavier Harry s'est vu attribuer par le jury la "Special Mention" dans la Senior Category. Les membres du jury sont :  Adam Gyorgy (en),  Steven Spooner (en), Bence Szepesi, Zhou Yun, Catherine Wong, Donna Reid et Benjamin Loh. 
En 2020, il collabore avec l'artiste électro Redondance, ils travaillent ensemble sur le remix du titre "Aliénor". 
En février 2021, Xavier Harry commence la pratique du saxophone baryton que son père Michel Harry, ancien saxophoniste dans le groupe de George Théolade, lui a légué. 
En 2022, Il participe également en tant que saxophoniste dans la Bande Originale du film "A demain mon amour" (de Basile Carré-Agostini, avec Monique Pinçon-Charlot, Michel Pinçon-Charlot). 
En juillet 2023, Xavier Harry enregistre au piano le thème de la Symphonie n°5 de Gustav Mahler pour un court-métrage réalisé par Alain Ross. Une 1ère projection privée du film a eu lieu en décembre 2023 à l'école de cinéma EICAR. 
Du 22 avril au 04 mai 2025, Xavier Harry s'est rendu au Japon pour une une tournée de 4 concerts à Tokyo et à Fukuoka. Il a notamment joué avec le groupe de Jazz Funk SSD, la chanteuse Natsuki Kamiishi,  le violoniste Tomotaka Tajimi et le contrebassiste Yasuo Yamato. 

### Divers
En 2011, pour la création et la conception de son propre site internet, Xavier Harry est le 3e lauréat des Trophées de la Communication (catégorie « site internet réalisé par des amateurs »).
C'est à partir de juin 2019 que Xavier Harry devient l'une des égéries, au même titre que Cut Killer ou Stany Coppet, de la nouvelle marque de streetwear "NN" crée par Loïc Leï-Sam et Païmin Ducher.

## Principaux Concerts & Tournées
- 02 mai 2025 : Jazz Bar Dongara (Tokyo)
- 1er mai 2025 : Cafe Sokai Salon (Tokyo)
- 29 avril 2025 : Cafe Studio Cotonoha (Fukuoka)
- 25 avril 2025 : Diglight (Tokyo)
- 22 mars 2025 : Sunset / Sunside[5] (Paris)
- 06 décembre 2024 : Sunset / Sunside[5] (Paris)
- 10 mars 2024 : Maison du 49 (Fontenay-sous-Bois)
- 14 février 2024 : Centre Aqualun' (Lunéville)
- 22 décembre 2023 : Sunset / Sunside[5] (Paris)
- 26 octobre 2023 : Cinéma le Lincoln (Paris)
- 25 août 2023 : L'arrosoir (Figeac)
- 02 décembre 2022 : Sunset / Sunside[5] (Paris)
- 5 août 2022 : L'arrosoir (Figeac)
- 29 juillet 2022 : Rosny Plage (Rosny-sous-Bois)
- 10 juin 2022 : Festiv'Halle (Rosny-sous-Bois)
- 23 janvier 2022 : Maison du 49 (Fontenay-sous-Bois)
- 03 décembre 2021 : Sunset / Sunside[5] (Paris)
- 1er août 2020 : L'arrosoir (Figeac)
- 14 février 2020 : Espace Louis Delgrès (Nantes)
- 18 janvier 2020 : Nuit de la Lecture (Romainville)
- 13 octobre 2019 : Salon de l'hôtel de ville dans le cadre des Ateliers d'artistes (Romainville)
- Septembre 2019 : Turtle Bay Music School (New York)
- Décembre 2017 : Théâtre de L'ile Saint Louis (Paris)
- Mai 2017 : Festival Pianiste des Caraïbes (Neuilly sur Marne)
- Avril 2017 : Théâtre de L'ile Saint Louis (Paris)
- Décembre 2016 : Médiathèque Romain Rolland (Romainville)
- Septembre 2016 : Cave du 38 riv’ (Paris)
- Avril 2016 : Concert sortie album "Essence of" (Œil du Huit - Paris)
- Février 2016 : Tournée "Essence of" (Bretagne, Auvergne)
- Octobre 2015 : Tournée (Japon)
- Décembre 2014 : Médiathèque Romain Rolland (Romainville)
- Octobre 2014 : Tournée (Japon)
- 29 & 30 nov. 2013 : 	        Tournée (Nice)
- 15 au 26 nov. 2013 : 	        Tournée (Guyane)
- 07 nov. 2013 : 		Swan bar (Paris)
- 28 juin 2013 : 		Café Universel (Paris)
- 21 juin 2013 : 		Fête de la musique (Lisses)[6]
- 06 mars 2013 : 		Cave du 38 riv’ (Paris)
- 28 déc. 2012 : 		Swan bar (Paris)
- 22 nov. 2012 : 		Café Universel[7] (Paris)
- 11 sept 2012 : 		Cave du 38 riv’ (Paris)
- 15 juin 2012 : 		Caminito Cabaret (Paris)
- 09 mai 2012 : 		Sunset / Sunside[5] (Paris)
- 30 mars 2012 : 		Swan bar (Paris)
- 16 fév. 2012 : 		Caminito Cabaret (Paris)
- 19 janv. 2012 : 		L’entrepôt (Paris)
- 04 oct. 2011 : 		L’étage (Paris)
- 14 juin 2011 : 		Ecole Victor Hugo (Bobigny)
- 10 juin 2011 : 		Chapelle des Lombards (Paris)
- 28 mai 2011 : 		Espace Louis Delgrès (Nantes)
- 06 mai 2011 : 		Ecole Pasteur (Bobigny)
- 09 au 13 avril 2011 : 		Tournée (Toulouse, St Mamet, Florac)[8]
- 22 déc.  2010 : 		China (Paris)
- 20 nov.  2010 : 		Chapelle des Lombards (Paris)
- 22 juillet 2010 : 		L’entrepôt (Paris)
- 08 mai 2010 : 		China (Paris)
- Nov. 2008 à avril 2010 : 	Résidence mensuelle au Baiser Salé (Paris)
- 21 avril 2005 : Concert « Miroir » en piano solo (Perreux-sur-marne).
- 02 & 03 Novembre 2004 : ENCRE (Guyane)
- 12 juillet 2003 : Concert « Miroir » en piano solo (Deauville).
- 06 décembre 2002 : Concert en piano solo au relais Jean XXIII (Fontenay-sous-Bois)
- 14 décembre 2001 : Concert du « Xavier Harry trio » à la Maison du Citoyen et de la Vie Associative (Fontenay-sous-Bois)
- 21 juin 2001 : Concert avec le groupe « Hormiga » et le « Xavier Harry trio » à la Maison du Citoyen et de la Vie Associative (Fontenay-sous-Bois)
- Avril 2001 : Tournée des "Jeunes Talents" à La Canourgue et à Banassac (Lozère)
- Nov. 2000 : "Festival des droits de l’enfant" à la Maison du Citoyen et de la Vie Associative (Fontenay-sous-Bois)
- Nov. 1999 : Concert avec les « Jeunes Talents » à la Maison du Citoyen et de la Vie Associative (Fontenay-sous-Bois)
- 17 Avril 1999 : Tournée des "Jeunes Talents" à l’église de La Canourgue (Lozère)
- 28 mai 1999 : Concert "Jeunes Talents" à l'église St-Germain (Fontenay-sous-Bois)
- Juin 1998 : Création « La Marche d’un solitaire » à la Maison du Citoyen et de la Vie Associative (Fontenay-sous-Bois)
- Mars 1996 : 1er concert "Fête du Lycée" à la salle Jacques Brel (Fontenay-sous-Bois)

## Discographie
- Février 2016 : "Essence of" (Harry Création / Absilone Technologies)
- Novembre 2010 : "Sensibilité" (Harry Création / Absilone Technologies)
- Mars 2006 : "Miroir  (Harry Création / Absilone Technologies)
- Décembre 2002 : "Ré-ponses" (TCAP)
- Décembre 2001 : "Xavier Harry Trio" (TCAP)
- Février 2000 : "La Vie de couple" (TCAP)
- Mai 1999 : "Jeunes Talents" vol. 1 & 2 (TCAP)
- Octobre 1999 : "Pour mieux nous connaître" (TCAP)

## Presse

### Émissions radio, émissions TV et reportages
- Décembre 2021 : Portrait TV "Xavier Harry, le pianiste à contre-courant[9]" (la 1ère / 13 Productions)
- Octobre 2019 : Vidéo "Take Five : Xavier Harry live Plein Soleil l'Emission France Ô La Radio" / Crédits : Xavier Harry (arrangement musical), Paul Desmond (composition), France Ô La Radio (images)
- Octobre 2019 : Vidéo "Essence of pain - Xavier Harry live France Ô La Radio"[10]
- 08 octobre 2019 : Émission radio "Plein Soleil[11]" présentée par Jean-Marc Thibaudier (France ô La Radio)
- Août 2019 : Vidéo "Xavier HARRY - Take 5"  / Crédits : Xavier Harry (arrangement musical et montage vidéo), Paul Desmond (composition)
- 14 mars 2019 : Émission "KAWAÏ[12]" présentée par Hervé Jean-Charles (Guyane la 1ère)
- Mai 2018 : Vidéo "Xavier HARRY - Essence of - Complete Concert" / Crédits : Gianlorenzo Lombardi (images), Jeremy Bordes (sons) et Tony Bertrand (montage)
- Mai 2018 : Vidéo "Xavier Harry - Essence of Hope" / Crédits : Gianlorenzo Lombardi (images), Jeremy Bordes (sons) et Tony Bertrand (montage)
- Avril 2018 : Vidéo "Xavier Harry - Essence of Illusions" / Crédits : Gianlorenzo Lombardi (images), Jeremy Bordes (sons) et Tony Bertrand (montage)
- Avril 2018 : Vidéo "Xavier Harry - Essence of Mind" / Crédits :  Gianlorenzo Lombardi (images), Jeremy Bordes (sons) et Tony Bertrand (montage)
- Mars 2018 : Vidéo "Xavier Harry - Essence of Tears" / Crédits :  Gianlorenzo Lombardi (images), Jeremy Bordes (sons) et Tony Bertrand (montage)
- Mars 2018 : Vidéo "Xavier Harry - Essence of Pain" / Crédits :  Gianlorenzo Lombardi (images), Jeremy Bordes (sons) et Tony Bertrand (montage)
- Février 2018 : Vidéo "Xavier Harry - Essence of Soul" / Crédits :  Gianlorenzo Lombardi (images), Jeremy Bordes (sons) et Tony Bertrand (montage)
- Janvier 2018 : "Interview Xavier Harry - Essence of" réalisé par Gianlorenzo Lombardi[13]
- Mai 2017 : Vidéo "Xavier Harry (Essence of Pain) - Live @ Festival Pianistes des Caraïbes 2017"
- Mars 2016 : Reportage "Le pianiste guyanais Xavier Harry sort un album 100 % piano"[14] avec la participation de Mario Canonge (France ô)
- Février 2016 : Clip officiel "Essence of" réalisé par Gianlorenzo Lombardi
- Avril 2014 : Émission radio DJAZ KARAYIB sur P2M Radio[15]
- Mars 2014 : Reportage sur Xavier Harry et Sandra Ellama[16] (France ô)
- Juin 2011 : Reportage sur le Xavier Harry's Quintet à la Chapelle des Lombards (France ô)
- Novembre 2007 : Vidéo "Xavier Harry - Spectacle "Miroir" au Divan du monde"[17] réalisé par Mehdi Manser.
- 4 février 2006 : Invité pendant 1 heure sur le plateau de l'émission 88 minutes (Direct 8) aux côtés de Alain Lipietz, Arno Klarsfeld, Didier Roustan et André Bercoff.
- 31 janvier 2006 : Invité principal pendant 45 min sur le plateau de l'émission Direct matin (Direct 8) présentée par Boris Ehrgott et Caroline Ithurbide.
- Août 2005 : "Interview Xavier Harry - Miroir"[18] diffusée sur RFO